# Michelle Perrot
Pour les articles homonymes, voir Perrot et Roux (patronyme).
Michelle Perrot, née Roux le 18 mai 1928 à Paris, est une historienne, professeure émérite d’histoire contemporaine à l'université Paris-Diderot et militante féministe française.
Par ses travaux pionniers, elle est l'une des grandes figures de l'histoire des femmes. Elle a aussi travaillé sur l'histoire du mouvement ouvrier, et sur le système carcéral français.

## Biographie

### Famille et études secondaires
Michelle Perrot est issue d'une famille bourgeoise : dans l'entre-deux-guerres, son père est grossiste en articles de cuir dans le quartier du Sentier à Paris, rue Greneta. Mobilisé durant la Première Guerre mondiale, il en est revenu désabusé et a adopté des points de vue peu conformistes : il incite sa fille à faire du sport, à poursuivre ses études et à avoir une vie indépendante. En 2002, elle dit de lui : « Mon père était moderne, sportif, amateur de chevaux et de voitures de courses, lecteur de littérature américaine. Il était rentré de la guerre (14-18), qu’il avait faite dans les tranchées, révolté, sans illusion et sans engagement, irrespectueux, un peu anar. C’était un père fantaisiste et anti-conformiste, qui me traitait comme le garçon qu’il aurait sans doute voulu avoir. »
Sa mère, issue d'une famille de « fonctionnaires laïques », « fille d’un ingénieur des plantations du XIIIe arrondissement », a fait ses études secondaires au lycée Fénelon,.
Michelle Perrot effectue ses études secondaires au cours Bossuet,, un établissement catholique traditionaliste : « J’avais été éduquée dans un collège religieux, très traditionnel en la matière [c'est-à-dire : en ce qui concerne la formation des femmes]. Lors d’une conférence faite aux dames – nos mères –, le père Léonce de Grandmaison leur avait dit : « une femme doit être levée la première et couchée la dernière ». Ma mère avait été scandalisée. ». Parmi les professeures, pour la plupart des religieuses, auxquelles elle demeurera attachée, se trouvent quelques étudiantes, notamment Benoîte Groult, qui y enseigne l'anglais. Sur le trajet entre l'école et l'appartement familial, accompagnée de sa gouvernante, elle croise des ouvriers et des prostituées : cette expérience la marque et fonde en partie ses engagements futurs en direction de la « marge ».
Après la rue Greneta, la famille déménage à Montmorency (Val-d'Oise).

### Études supérieures et carrière universitaire
De 1947 à 1951, elle fait des études d'histoire à la Sorbonne, où elle reçoit l'enseignement d'Ernest Labrousse, à l'instar d'Alain Corbin, avec qui elle reste amie.
Elle obtient sous sa direction un diplôme d'études supérieures (DES) sur les Coalitions ouvrières de la Monarchie de Juillet. Au départ, elle aurait souhaité travailler sur le féminisme (1949 est l'année de la publication du Deuxième Sexe de Simone de Beauvoir), mais Labrousse l'en a dissuadée. Si pour elle « écrire sur [la classe ouvrière] était un moyen de la rejoindre », l'historienne consacre aussi de longs développements dans sa thèse à la « xénophobie » ouvrière et à sa « violence », sujet sur lequel elle revient régulièrement.
Elle est ensuite reçue à l'agrégation (1951) et nommée professeure de lycée, tout en préparant (toujours sous la direction de Labrousse) une thèse de doctorat sur les grèves ouvrières du XIXe siècle.
En 1953, malgré les réticences de ses parents à la voir mariée et potentiellement dépendante d'un homme, elle épouse un autre historien, Jean-Claude Perrot (1928-2021), qui se comporte de façon moderne et respectueuse à l'égard de sa liberté personnelle et professionnelle ; par la suite, elle fait toute sa carrière sous son nom d'épouse. Le 10 juin 1958 naît la fille unique de Michelle et Jean-Claude Perrot, Anne Perrot, qui deviendra économiste.
Professeure au lycée de jeunes filles de Caen, elle y côtoie, en tant que collègues, la future philosophe et historienne Mona Ozouf et la future biologiste Nicole Le Douarin, avec lesquelles elle se lie d'amitié. À Caen, elle travaille avec des membres de la Mission de France (prêtres ouvriers). Avec Jean-Claude Perrot et Jean Cuisenier (par la suite directeur du musée national des Arts et Traditions populaires), elle mène des enquêtes sur les pratiques religieuses, démographiques et culturelles des ouvriers de la Société métallurgique de Normandie, à la manière de Gabriel Le Bras et Henri Lefebvre.
En 1960, elle organise avec Jean Maitron, qu'elle trouve « extrêmement sympathique » (« il avait été communiste, trotskiste et caetera... et finalement anarchiste […], il avait un accent bourguignon très marqué ») un colloque sur « Le militant ouvrier », dont un des résultats est la création de la revue Le Mouvement social, principale revue d’histoire ouvrière, élargie ensuite à l’ensemble du mouvement social, au mouvement féministe et, plus récemment, aux « études de genre ».
Elle est nommée assistante de Labrousse et soutient sa thèse en 1971.
Elle est ensuite nommée professeure à l’université Paris-Diderot, dont elle est professeure émérite d’histoire contemporaine.

### Engagements

#### Du christianisme de gauche au communisme, puis au socialisme
Michelle Perrot milite d'abord dans un groupe de chrétiens progressistes fondé par Jacques Chatagner, qui publiait le mensuel La Quinzaine. En 1955, Rome suspend l’expérience des prêtres ouvriers, considérés comme des fourriers du communisme. La Quinzaine, ayant protesté, est condamnée. C'est pour cette raison que Michelle Perrot rompt avec l’Église et avec la foi de sa jeunesse.
Attirée par le communisme, elle adhère au Parti communiste français (PCF) en 1955, au début de la guerre d'Algérie, pensant que le PCF serait la principale force d’opposition à cette guerre. Cependant, elle est « sérieusement refroidie par le rapport Khrouchtchev et l’insurrection hongroise de 1956 ». Elle quitte le PCF en 1958, mais reste cependant une « compagne de route ».
En 2007, elle signe l'« appel des intellectuels » pour le vote en faveur de Ségolène Royal (candidate PS à l'élection présidentielle).

#### Contre la torture
Dans le sillage de Pierre Vidal-Naquet, assistant à l’université de Caen, elle s'engage dans le combat contre la torture en Algérie, participant au comité Audin créé à Caen en janvier 1958 incluant aussi son époux et les époux Ozouf, Jacques et Mona, avec qui ils forment « une bande de copains ».

#### Contre le négationnisme
En février 1979, elle fait partie des 34 signataires de la déclaration rédigée par Léon Poliakov et Pierre Vidal-Naquet pour démonter la rhétorique négationniste de Robert Faurisson.

#### La cause des femmes
Le mouvement féministe émerge dans le sillage de Mai 1968. Michelle Perrot participe à des manifestations, pétitions et meetings.
Au printemps 1973, avec Pauline Schmitt-Pantel et Fabienne Bock, Michelle Perrot crée un cours sur les femmes à l'université de Paris VII (Jussieu) intitulé : « Les femmes ont-elles une histoire ? ». L’interrogation témoigne du balbutiement de la discipline au niveau universitaire, au point que c’est à des collègues sociologues qu’elles vont faire appel pour inaugurer ce cursus avec une série de conférences. La première porte sur « La femme et la famille dans les sociétés développées » par Andrée Michel, « le 7 novembre, dans une salle comble, surchauffée par la présence d’étudiants gauchistes hostiles au cours parce que s’occuper des femmes c’était se détourner de la révolution… »,.
Le 13 janvier 1975, Michelle Perrot fonde avec Françoise Basch à l'université de Jussieu un « Groupe d’études féministes » (GEF). Au départ ouvert à tous, le GEF opte après débat pour la non mixité et se positionne comme un lieu de rencontre de chercheuses, d'enseignantes et d'étudiantes de diverses disciplines travaillant sur la question des femmes, la critique féministe de l’histoire et de la sociologie et les relations avec les luttes féministes. Actif de 1975 à 1991, le Groupe d’études féministes compte dans ses rangs des militantes du Mouvement de libération des femmes comme Marie-Jo Bonnet, Geneviève Fraisse, Liliane Kandel, Françoise Picq, Josée Contreras. De nombreux sujets seront abordés, comme la sexualité, la médecine, l'homosexualité, le matriarcat, les Amazones, les sorcières, la presse féministe, la linguistique, le cinéma, l'architecture, la maternité, la division sexuée du travail, les rapports entre le mouvement de libération des femmes et le socialisme, les problèmes méthodologiques de l'histoire des femmes, le féminisme et le moralisme, la philosophie, la politique, les entreprises de femmes, le viol, la répercussion des mouvements féministes sur l'évolution des disciplines scientifiques et noué des contacts au niveau international avec les Women's studies.
Michelle Perrot anime également des séminaires sur divers thèmes de l'histoire des femmes et dirige des maîtrises et des thèses de doctorat sur ces mêmes thèmes. Elle a dirigé une cinquantaine de thèses. La première fut soutenue par Marie-Jo Bonnet en mars 1979 sur Recherches historiques sur les relations amoureuses entre les femmes du XVIe au XXe siècle.
Dans une tribune parue dans Le Monde le 10 octobre 2018, elle affirme que « l'histoire demeure une science largement virile, dans son exercice comme dans son contenu ».
En mars 2020, elle déclare : « Dans les années 70, le social dominait chez les gens progressistes : on pensait social avant de penser genre. Et, ce que les années 70 ont fait apparaître avec éclat, c'est notamment le mouvement de libération des femmes : c'est un point-origine très important ».

### Carrière journalistique et audiovisuelle
Michelle Perrot a longtemps collaboré au quotidien Libération ; elle a co-produit et co-présenté l'émission Les Lundis de l'Histoire, sur France Culture, jusqu'à son arrêt en juin 2014.
Elle a également collaboré à l'émission Secrets d'Histoire consacrée à George Sand, intitulée George Sand, libre et passionnée, diffusée le 2 août 2016 sur France 2.

### Fonctions de conseil
Elle a été membre du Conseil national des programmes et du Conseil national du sida, nommée par Michel Rocard.
Elle est membre depuis 2001 du Comité de parrainage de la Coordination pour l'éducation à la non-violence et à la paix.
Elle est « compagn[e] de route » de l'Association pour l'autobiographie.

## Apport à l'histoire du mouvement ouvrier et des prisons
Elle a notamment travaillé sur les mouvements ouvriers (Les ouvriers en grève, Mouton, 1974, sa thèse d'État dirigée par Ernest Labrousse), pour dit-elle « faire l'histoire par le bas », les enquêtes sociales, la délinquance et le système pénitentiaire (sur cette question, ses principaux articles ont été réunis dans Les ombres de l’histoire. Crime et châtiment au XIXe siècle, Flammarion, 2001), collaborant avec Michel Foucault et animant de 1986 à 1991 avec Robert Badinter un séminaire sur la prison sous la Troisième république à l'École des hautes études en sciences sociales,. Son ouvrage Les Ouvriers en grève est salué par l'historien Roger-Henri Guerrand.

## Apport à l'histoire des femmes et à l'histoire du genre
Michelle Perrot a surtout contribué à l’émergence de l’histoire des femmes et du genre, dont elle est l’une des pionnières en France. Elle a notamment dirigé, avec Georges Duby, l’Histoire des femmes en Occident (5 vol., Plon, 1991-1992), et a publié l’ensemble de ses articles sur la question dans Les femmes ou les silences de l’histoire, Flammarion, 2001. Pour elle, si le féminisme est une liberté universelle, il doit être mâtiné, contrairement au féminisme universaliste des années 1970, de différentialisme, et prendre en compte de façon intersectionnelle les différences de couleur de peau, de classe sociale, etc. :

« Je suis personnellement résolument universaliste… mais c'est vrai que les différences doivent être prises en compte par les gens qui vivent ces différences […] pour en prendre conscience, les faire apparaître et aller vers un universel. […] On est obligé d'aller vers un universel mais [aussi] de prendre en compte les différences : […] être femme noire ou blanche, être femme bourgeoise ou ouvrière, employée ou tout ce que vous voudrez, c'est pas la même chose et par conséquent, il ne faut pas gommer ça. »

Elle estime que le féminisme contemporain ne doit pas idéaliser les femmes mais a raison en pensant l'individu sexuellement neutre et les minorités de genre. Elle se déclare « plutôt queer ».

## Publications
- Enquêtes sur la condition ouvrière en France au 19e siècle Paris, Microéditions Hachette, 1972, 104 p (Gallica, réédition numérique).
- Les ouvriers en grève, 1871-1890, Paris-La Haye, Mouton, 1974, 900 p. Réédition Ehess Tome 1, Tome 2, Tome 3.
- « Délinquance et système pénitentiaire en France au XIXe siècle », Annales. Histoire, Sciences Sociales, vol. 30, no 1, février 1975, p. 67–91  (ISSN 0395-2649 et 1953-8146), DOI 10.3406/ahess.1975.293588, consulté le 18 janvier 2024
- L'Impossible prison. Recherches sur le système pénitentiaire au XIXe siècle, collectif, Ed. Seuil, 1980  (ISBN 2020055457)
- Georges Duby et Michelle Perrot (dir.), Histoire des femmes en Occident, Plon, Paris, 1990-1991 (5 vol.), T1, T2, T3, T4, T5.
- Images de femmes, coll. « Histoire des femmes en Occident / sous la dir. de Georges Duby », Paris, Plon, 1992, 189 p.,  (ISBN 978-2-259-02482-2).
- Les femmes ou les silences de l'histoire, Paris, Flammarion, 1998,  (ISBN 978-2-08-067324-4).
- Les ombres de l'histoire : crime et châtiment au XIXe siècle, Paris, Flammarion, 2001, 427 p. (ISBN 978-2-08-067914-7, présentation en ligne), [présentation en ligne]. Réédition : Les Ombres de l'histoire : Crime et châtiment au XIXe siècle, Paris, Flammarion, coll. « Champs », 2003, 427 p., poche (ISBN 978-2-08-080059-6).
- Mon histoire des femmes, Éditions du Seuil, Paris, 2006, 251 p.  (ISBN 978-2-7578-0797-2).
- Histoire de chambres, Paris, Le Seuil, coll. « La librairie du XXIe siècle », 2009 - Prix Femina essai,  (ISBN 978-2-02-089279-7).
- Mélancolie ouvrière, Paris, Grasset, 2012  (ISBN 978-2-246-79779-1).
- Des femmes rebelles, Olympe de Gouges, Flora Tristan, George Sand, Elyzad, Tunis, 2014  (ISBN 978-9973-58-066-5).
- (collectif) Qu'est-ce que la gauche ?, Cécile Amar et Marie-Laure Delorme, Fayard, 2017,  (ISBN 978-2-213-70458-6).
- Jean-Claude Perrot, Michelle Perrot, Madeleine Rebérioux, Jean Maitron, La Sorbonne par elle-même, envoyé par Sophie Cœuré, Paris, Éditions de la Sorbonne, coll. « Tirés à part, 2018,  (ISBN 979-10-351-0061-2).
- George Sand à Nohant : Une maison d'artiste, Paris, Seuil, coll. « La Librairie du XXIe siècle », août 2018, 464 p.,  (ISBN 978-2-02-082076-9)[42].
- Le Chemin des femmes, Paris, Robert Laffont, coll. « Bouquins », 2019, 1 142 p.  (ISBN 978-2221240298)
- La place des femmes : une difficile conquête de l'espace public / Michelle Perrot ; avec la collaboration de Jean Lebrun, Textuels, DL 2020[43]
- La tristesse est un mur entre deux jardins, Michelle Perrot et Wassyla Tamzali, Odile Jacob, 2021,  (ISBN 978-2-7381-5693-8)[44].
- Liberté, égalité, fraternité Cynthia Fleury, Mona Ozouf, Michelle Perrot, Éditions de l'aube, DL 2021,  (ISBN 978-2-8159-4389-5)[45].
- Avec Eduardo Castillo : Le Temps des féminismes, Michelle Perrot, Grasset, 2023,  (ISBN 978-2-246-83027-6)[46].
- S'engager en historienne, Paris, CNRS Éditions | De vive voix, coll. « Les Grandes voix de la recherche », 2024, 70 p. (ISBN 978-2-271-14940-4)

## Hommages et distinctions

### Décorations
- Grand officier de la Légion d'honneur le 31 décembre 2021[47] (commandeur en 2017[48]).
- Officier de l'ordre national du Mérite

### Récompenses
- 2010 : prix de l'Union rationaliste[49]
- 2014 : prix Simone-de-Beauvoir pour la liberté des femmes[50]

### Hommage
- 2022 : choix de son nom comme dénomination de la promotion des élèves conservateurs du patrimoine de l'Institut national du patrimoine[51].

#### Notices et ressources
- Ressources relatives à la recherche :   - Cairn
  - Canal-U
  - Isidore
  - Persée
- Ressource relative à plusieurs domaines :   - Radio France
- Ressource relative à la bande dessinée :   - BD Gest'
- Ressource relative à la vie publique :   - Maitron
- Notices dans des dictionnaires ou encyclopédies généralistes :   - Deutsche Biographie
  - Dictionnaire universel des créatrices
  - Treccani
- Notices d'autorité :   - VIAF
  - ISNI
  - BnF (données)
  - Archives nationales (France)
  - IdRef
  - LCCN
  - GND
  - Japon
  - CiNii
  - Espagne
  - Belgique
  - Pays-Bas
  - Pologne
  - Israël
  - NUKAT
  - Catalogne
  - Vatican
  - Australie
  - WorldCat